# CROSS ROAD (Mr.Childrenの曲)
『CROSS ROAD』（クロス・ロード）は、日本のバンド・Mr.Childrenによる4枚目のシングル。1993年11月10日にトイズファクトリーより発売された。

## 概要
前作『Replay』から約4か月ぶりのシングル。
初回盤はジャケットの文字が金色の箔押しであるが通常盤は金色のインクで刷られており、中のトレイの色も初回盤は黒、通常盤は白と異なっている。アートディレクターは信藤三雄。
この楽曲を引っ提げ、1993年末から1994年前半にかけ『ミュージックステーション』『ポップジャム』へ初出演した。

## チャート成績
オリコンチャート初登場9位を獲得しMr.Childrenのシングルでは初のTOP10入りを果たすと、ドラマのタイアップ効果などもあり1994年1月24日付で最高順位の6位を記録。その後も20位台を推移し続けて1994年4月18日付のオリコンチャートで累計売上が100万枚を突破、シングル・アルバム通じて自身初のミリオンセラーとなった。累計売上は125.6万枚、チャートイン数は50回でシングルでは自己最長記録。

## 収録曲
| 全作詞: 桜井和寿、全編曲: 小林武史 & Mr.Children。 |                                       |           |                    |      |
| #                                                  | タイトル                              | 作詞      | 作曲               | 時間 |
| 1.                                                 | 「CROSS ROAD」                        | 桜井和寿  | 桜井和寿           | 4:34 |
| 2.                                                 | 「and I close to you」                | 桜井和寿  | 桜井和寿・小林武史 | 4:16 |
| 3.                                                 | 「CROSS ROAD (Instrumental Version)」 | 桜井和寿  | 桜井和寿           | 4:34 |
| 合計時間:                                          | 合計時間:                             | 合計時間: | 13:24              |      |

## 楽曲解説
1. CROSS ROAD
  - 日本テレビ系ドラマ『同窓会』主題歌。
  - Mr.Children側に「ドラマの主題歌の話がある」という情報が伝えられ、桜井和寿がドラマの第1話分のみの台本を読みながら曲作りを行なったという。また、完成形が見えてくると「遂に100万枚セールスする曲が出来た!」と叫んだエピソードがある[1]。ドラマと同じように歌も暗くならないようポップなメロディーにしたとも語っている[2]。後になって、初回の台本しか読んでいなかったため「あのドラマがその後、あんな展開になるとは」と全く想像していなかった旨を明かした[3]。
  - ミリオンセラーを成し遂げるまで半年近くを要したため、桜井は達成後もずっとブレイクした実感はなかったという[3]。
  - 桜井は後年、本楽曲については「僕自体この曲の良さが分かってないんです」「（作曲時は）タイアップをつけるのに必死で」[4]とやや否定的な発言を残している。それでも、テレビで流れた時は「嬉しくてしょうがなかった」と語った[4]。これらの発言はいずれも、亀田誠治にライブで本楽曲をリクエストされた時に披露された[4]。
  - 2014年に開催されたファンクラブ限定ツアー『Mr.Children FATHER&MOTHER 21周年ファンクラブツアー』の直前に行われた「会員が最もライブで聴きたい曲」では11位に選ばれた[5]。
  - ライブではヒット曲ながらも滅多に演奏されず、映像化は『【es】 Mr.Children in FILM』と『Mr.Children HOME TOUR 2007 -in the field-』のみ。
  - ミュージック・ビデオはMr.Childrenとしては初めて国内で撮影が行われた[6]。2018年3月21日発売のライブ・ビデオ『Mr.Children DOME & STADIUM TOUR 2017 Thanksgiving 25』に収録されている。監督は信藤三雄。
  - 2021年6月25日公開の山﨑賢人主演映画『夏への扉 -キミのいる未来へ-』挿入歌に使用された。
2. and I close to you
  - 3rdアルバム『Versus』からのリカット。

## テレビ出演
| 番組名                   | 日付           | 放送局     | 演奏曲                                                                                           |
| ------------------------ | -------------- | ---------- | ------------------------------------------------------------------------------------------------ |
| ミュージックステーション | 1993年12月17日 | テレビ朝日 | CROSS ROAD                                                                                       |
| ポップジャム             | 1993年12月18日 | NHK総合    | CROSS ROAD                                                                                       |
| MJ -MUSIC JOURNAL-       | 1994年1月26日  | フジテレビ | CROSS ROAD                                                                                       |
| ミュージックステーション | 1994年2月11日  | テレビ朝日 | CROSS ROAD                                                                                       |
| MJ -MUSIC JOURNAL-       | 1994年3月23日  | フジテレビ | CROSS ROAD                                                                                       |
| ポップジャム             | 1994年6月21日  | NHK総合    | CROSS ROAD innocent world                                                                        |
| 日本テレビ音楽の祭典94   | 1994年10月15日 | 日本テレビ | CROSS ROAD                                                                                       |
| HEY!HEY!HEY! MUSIC CHAMP | 1995年2月20日  | フジテレビ | CROSS ROAD 花はどこへ行った Tomorrow never knows everybody goes -秩序のない現代にドロップキック- |
| FAN                      | 1995年6月9日   | 日本テレビ | CROSS ROAD everybody goes -秩序のない現代にドロップキック- 【es】 〜Theme of es〜 フラジャイル   |

## ライブ映像作品
CROSS ROAD
| 作品名                                      |
| ------------------------------------------- |
| 【es】 Mr.Children in FILM                  |
| Mr.Children "HOME" TOUR 2007 -in the field- |

and I close to you

## 収録アルバム
- 『Atomic Heart』（#1）
- 『LAND IN ASIA』（#1）
- 『Mr.Children 1992-1995』（#1）
- 『Mr.Children 1992-2002 Thanksgiving 25』（#1）
- 『Mr.Children 2011-2015』 (#1)(Liveバージョン)
- 『Versus』（#2）

## カバー
- CROSS ROAD
  - アンディ・ホイ許志安（1995年、アルバム『荒廢的樂園』にて「完美的畫面」として「CROSS ROAD」を広東語でカバーした。）
  - 山本潤子（2007年、カバーアルバム『SONGS』に収録）